# پتری دیش

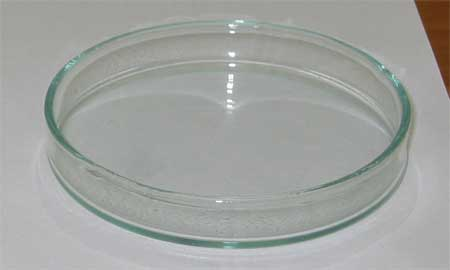
یک پتری دیش استفاده نشده

پتری دیش (به انگلیسی: Petri dish) ظرفی بشقاب مانند کوچک دایره ای از جنس شیشه یا پلاستیک با عمق کم و دردار است که زیست شناسان از آن برای کشت سلول یا خزه‌های ریز، ذخیره و نگهداری مواد و حمل مواد در آزمایشگاه های میکروبیلوژی، شیمی و زیست شناسی مورد استفاده قرار می‌گیرد. نام این ظرف آزمایشگاهی از روی نام مخترع آن یولیوس ریشارد پِتری میکروب شناس آلمانی اقتباس شده‌است که آن را در زمانی که به عنوان دستیار رُبرت کُخ کار می‌کرد اختراع کرد.
پتری دیش‌های شیشه‌ای را می‌توان با استریل کردن دوباره مورد استفاده قرار داد.